# Вертискос (дем Лъгадина)
 Тази статия е за селото в Гърция.  За планината, в която се намира вижте Богданска планина.  За града в Република Македония вижте Берово.
Вертискос или Берово (на гръцки: Βερτίσκος, до 1927 Μπέροβα, Берова) е село в Гърция, част от дем Лъгадина (Лангадас) в област Централна Македония с 389 жители (2001).

## География
Вертискос е разположен в центъра на Богданска планина (Вертискос) между селата Висока (Оса) и Сухо (Сохос).

## История

### В Османската империя
Селото е споменато за пръв път в османски документи от 1697 година като изцяло християнско село с 67 домакинства.
В XIX век Берово е гръцко село в Лъгадинска каза заобиколено от турски и български екзархийски и гъркомански села. Църквата в селото „Свети Атанасий“ е от XVIII век, а гробищната „Свети Георги“ е строена около 1830 година, като в нея има икони от началото на XVII век. Александър Синве („Les Grecs de l’Empire Ottoman. Etude Statistique et Ethnographique“), който се основава на гръцки данни, в 1878 година пише, че в Берова (Bérova) живеят 480 гърци. В „Етнография на вилаетите Адрианопол, Монастир и Салоника“, издадена в Константинопол в 1878 година и отразяваща статистиката на населението от 1873 година, Берово (Berovo) е показано като село с 97 домакинства и 430 жители гърци.
Към 1900 година според статистиката на Васил Кънчов („Македония. Етнография и статистика“) в Берово живеят 1100 жители гърци християни.
В началото на века селото е разделено в конфесионално отношение. По данни на секретаря на Българската екзархия Димитър Мишев („La Macédoine et sa Population Chrétienne“) в 1905 година в Берово (Berovo) има 890 жители гърци и в селото работи гръцко училище.

### В Гърция
В 1912 година по време на Балканската война в селото влизат български части. Селото е посещавано от гръцки андарти и агитатори, които карат селяните да не се подчиняват на българската власт.
Кукушкият окръжен управител Владимир Караманов пише:
| „ | Селото Берово се намира в северния край на Лъгадинската околия. Разположено е високо над морското равнище, около 700 m, в западната част на планината Бешик даг, почти на самия водораздел. То е център на пътища, водещи от Лъгадинската околия за Сярското поле... Минаваше като едно от чисто гръцките села в Лъгадинска околия. Името му обаче, както и някои от обичаите и нравите на населението му, напомняха за българския му произход. Жителите му се занимаваха със земеделие, скотовъдство и търговия. | “ |

В селото е установена българска военна власт и е оставен старият кмет грък, който първоначално е във връзка с българските власти в Негован и Лъгадина. Но през ноември в селото се настанява гръцка войска и в него е установено гръцко общинско управление.
След Междусъюзническата война в 1913 година Берово попада в Гърция. В 1927 година е прекръстено на Вертискос. До 2011 година селото е част от дем Богданска планина (Вертискос) на ном Солун.

## Личности
Родени във Вертискос
- Ангелос Георгиу (Άγγελος Γεωργίου), гръцки андартски деец, епитроп на гръцкото училище[12]
- Астериос Димитриу (Αστέριος Δημητρίου), гръцки андартски деец, епитроп на гръцкото училище[12]
- Атанасиос Дакос (Αθανάσιος Δάκος), свещеник и гръцки андартски деец
- Георгиос Апостолу (Γεώργιος Αποστόλου), гръцки андартски деец, агент от трети ред, обвинен е в убийството на българите Митру Стоян, свещеника Илия, Митре Божик и Б.Георгиев, но е оправдан[12]
- Георгиос Даку (Γεώργιος Ντάκου), гръцки андартски деец, епитроп на гръцкото училище[12]
- Георгиос Папаскулаку (Γεώργιος Παπασκουλάκου), гръцки андартски деец, епитроп на гръцкото училище[12]
- Панайотис Теодосиу (Παναγιώτης Θεοδοσίου), гръцки андартски деец, епитроп на гръцкото училище[12]
- Стерьос Папагеоргиу (Στέργιος Παπαγεωργίου), гръцки андартски деец, агент от трети ред[12]

Починали във Вертискос
- Йоанис Хадзиянис (? – 1908), гръцки андартски деец, четник на Андонис Влахакис[13]